# ماجراهای شگفت‌انگیز تارزان
ماجراهای شگفت‌انگیز تارزان (به انگلیسی: Tarzan's Greatest Adventure) یا بزرگترین ماجراجویی تارزان فیلمی محصول سال ۱۹۵۹ و به کارگردانی جان گیلرمین است. در این فیلم بازیگرانی همچون گوردون اسکات، آنتونی کوایلی، سارا شین، نیل مک‌گینیس، شان کانری و شیلا گابل ایفای نقش کرده‌اند.